# Willy van Rijckeghem
Willy Gustaaf Joseph van Rijckeghem (ook geschreven als Willy van Ryckeghem) (Gent, 15 januari 1935) is een Belgisch econoom.

## Leerjaren
Van Rijckeghem studeerde economie aan de Hogere School voor Handels- en Economische Wetenschappen (HSHEW) van de RUG van 1954 tot 1958. Hij promoveerde er tot Licentiaat in de Economische Wetenschappen met een scriptie over De Meting van het Publiciteitseffect, die meteen zijn eerste publicatie werd. Gedurende de zomer van 1958 liep hij stage bij Socony-Mobil te New York op aanbeveling van Prof. Andre Vlerick. Nadien studeerde hij verder aan de Universiteit van Kopenhagen onder leiding van Erling Olsen en promoveerde er in 1959 met een scriptie over De Betekenis van de E.E.G. voor de Economische Groei van Denemarken. 
Na zijn terugkeer naar Gent begon hij onder leiding van Professor Andre Devreker aan een proefschrift gewijd aan Economische Groei en Buitenlandse Handel. In dit proefschrift vooralgemeende hij de Keynesiaanse theorie tot het groeiproces in een open economie. Hij verzette zich tegen de orthodoxie die een overschot op de handelsbalans nastreeft en toonde aan hoe een tekort op de handelsbalans de groei kan bevorderen. Hij schreef dit proefschrift grotendeels gedurende zijn legerdienst in 1960 en promoveerde tot doctor in de Economische Wetenschappen aan de RUG in 1961 met de Grootste Onderscheiding. Daarna bracht hij nog tijd door aan de École pratique des hautes études te Parijs onder begeleiding van Edmond Malinvaud en aan de Universiteit van Oslo onder leiding van toekomstige Nobelprijswinnaar Ragnar Frisch.

## Carrière
Van Rijckeghem was aanvankelijk assistent en werkleider bij Prof. Hein Picard. Hij werd nagenoeg gelijktijdig benoemd tot docent aan de Universiteit Gent en aan de Vrije Universiteit Brussel in 1969. Hij koos voor de  pas opgerichte VUB als fulltime opdracht, terwijl hij parttime bleef doceren te Gent. In 1973 werd hij reeds bevorderd tot gewoon hoogleraar aan de VUB. In samenwerking met de Britse econoom Geoffrey Maynard bestudeerde hij voornamelijk het internationaal inflatieprobleem dat de jaren zeventig kenmerkte. Zij verwierpen het monetarisme van Milton Friedman en concentreerden zich op structurele factoren zoals de werking van de arbeidsmarkt en productiviteitsverschillen tussen beschermde en niet-beschermde sectoren. Hun werk wordt beschouwd als behorend tot de Postkeynesiaanse economie. Van Rijckeghem was mede-uitgever van het Jaarboek van de Studiekring Post-Keynesiaanse Economie in 1983 dat gewijd was aan Macro Economie en Politiek.
Zijn bijdrage "Een econometrische studie van het dynamisch verband tussen inflatie en werkloosheid: een internationale vergelijking" werd eerder bekroond in 1972 met de Fernand Collin-prijs  van de Universitaire Stichting. In 1976 publiceerde hij in samenwerking met Geoffrey Maynard zijn hoofdwerk A World of Inflation dat tezelfdertijd in Engeland en de Verenigde Staten werd uitgegeven.
In 1982 verliet hij tijdelijk de academische wereld om een opdracht te aanvaarden bij de Inter-Amerikaanse Ontwikkelingbank te Washington, waar hij gedurende zeven jaar de afdeling landenstudies leidde. Hij was reeds voordien adviseur van de regeringen van Argentinië, Brazilië, Marokko en Portugal evenals van internationale instellingen zoals de ILO, UNDP en de Europese Commissie.
Parallel met zijn academische loopbaan was hij gedurende gans zijn leven actief in de consumentenbeweging. Hij werd voorzitter van Consumers International (CI) de internationale consumentenbeweging van 1975 tot 1978. Gedurende zijn mandaat schonk hij bijzondere aandacht aan de uitbreiding van de consumentenbeweging in ontwikkelingslanden, o.m. met de oprichting van een regionaal kantoor voor Azië in Penang, Maleisië. Na zijn emeritaat begeleidde hij nog de Braziliaanse consumentenorganisatie Pro-Teste in Rio de Janeiro tot 2015, die de belangrijkste is van Latijns Amerika. Hij is nu woonachtig op Madeira (eiland).

## Persoonlijk
Van Rijckeghem is getrouwd en heeft drie dochters, waaronder topmodel Patricia van Ryckeghem.

## Publicaties
- De Meting van het Publiciteitseffekt HSHEW, Gent, 1961
- De verklaring van regionale loonverschillen. Tijdschrift voor Economie, Leuven, 1962 nummer 3
- De prijselasticiteit van de Belgische invoer. Cahiers Economiques de Bruxelles, No 16, octobre 1962
- The effect of information on consumers` attitudes toward resale price maintenance (met Y. Langaskens) Applied Statistics Vol XV No 1, 1966
- Een statistische analyse van de metingen van de luchtverontreiniging door de Belgische meetstations (met H. Picard, W. Prove en Y. van Bavinchove-Ossola), in Natuurwetenschappelijk Tijdschrift  Gent, mei 1971
- A new method for estimating measurement errors in national account statistics : the Belgian Case.(met Y. Langaskens) International Statistical Review, vol 42, No 3 (1974)
- Why Inflation Rates Differ: A Critical Examination of the Structural Hypothesis (met G. Maynard) in: Helmut Frisch (editor), Inflation in Small Countries, Berlin 1976 ISBN 3-540-07624-7.
- Employment Problems and Policies in Developing Countries: The Case of Morocco. (editor) Rotterdam University Press, 1976, ISBN 90 237 2272 8
- A World of Inflation (with G. Maynard) Batsford, London 1976 ISBN 07 134 3068 0
- The Analysis of Structural Change: Inflation and Exchange Rates (met G. Maynard) in : The European Economy beyond the Crisis (G.R.Denton en J.J.N. Cooper, editors) Bruges, 1977, pp. 75-95.
- Simulatiemodellen van de Belgische Fiscaliteit (met R. Boelaert), Gent 1977
- Inflatie en de Inkomstenbelasting. Een simulatiebenadering. Jaarboek van de Faculteit Economische Wetenschappen van de V.U.B. Rotterdam University Press, 1977.
- The Full-Employment Budget Deficit 1970-1977 (met P. Bekx) in : Tijdschrift voor Economie, october 1979.
- Het Begrotingssaldo. in: De Belgische Staatsbegroting, Evolutie, Huidige Problemen, Perspectieven. Guy Quaden (editor), Ciriec, 1980
- BENELUX in : The European Economy (Andrea Boltho, editor) Oxford University Press, 1982
- Macro Economie en Politiek (editor) Rotterdam, 1983
- The Transformation of Latin America: A Long-Term View, in : Global Change and Transformation, Editor Lauge Stetting, Kopenhagen 1993
- L`Histoire de Test-Achats. Editions Racine, Bruxelles, 2005, ISBN 2-87386-404-4